# Кабрера, Анхель (гольфист)
Анхель Кабрера (исп. Ángel Cabrera; 12 сентября 1969, Вилья-Альенде, Аргентина) — аргентинский профессиональный игрок в гольф, в который играет преимущественно на Европейском туре.
Имеет прозвище «селезень» за его походку вразвалку.
За профессиональную карьеру завоевал 28 побед в Аргентинском турнире, 5 в Европейском туре, несколько международных и 2 в PGA Tour. Он первый аргентинец, ставший чемпионом в US Open (в 2007 году) и в Мастерс (в 2009 году).